# 桃园镇 (晋州市)
桃园镇，是中华人民共和国河北省石家庄市晋州市下辖的一个乡镇级行政单位。

## 行政区划
桃园镇下辖以下地区：
桃元村、袁家庄村、前赵七子村、后赵七子村、聂村、前里明甫村、后里明甫村、张家庄村、相古庄村、鸣鹤庄村、西赵家村、韩庄村、纪庄村、周元方村、周头村、赵兰庄村、蒋家庄村、贺家寨村、西钓鱼台村、东小留村、西小留村、郭家庄村、东大留村和西大留村。